# Eugène Blandin
Pour les articles homonymes, voir Blandin (homonymie).
Louis Eugène Nazaire Bénigne Blandin, né le 28 juillet 1830 à La Villeneuve-les-Convers (Côte-d'Or) et mort le 14 février 1898 à Neuilly-sur-Seine, est un producteur de champagne et homme politique français.

## Biographie
Il fut sous-secrétaire d'État à la Guerre du 14 novembre 1881 au 29 janvier 1882 dans le gouvernement Léon Gambetta. Avoué, il fut député d’Épernay de 1876 à 1889. Siégeant au groupe de la gauche républicaine, il est en mai 1877, l'un des signataires du manifeste des 363. 
Il est inhumé au cimetière du nord d'Épernay dans une tombe devenue quasiment illisible.

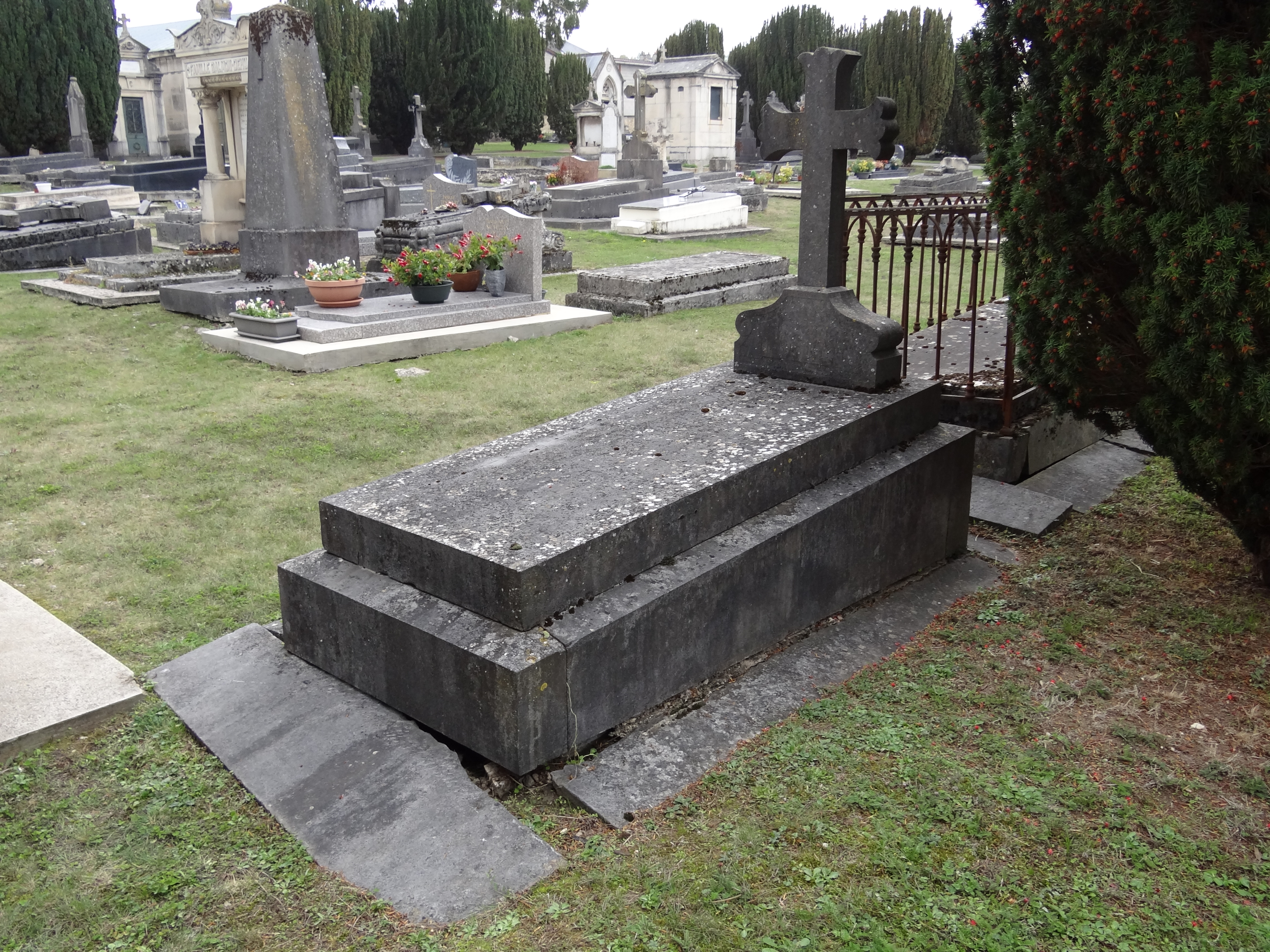
La tombe d'Eugène Blandin au cimetière du nord d'Épernay (Marne).

## Sources
- « Eugène Blandin », dans Adolphe Robert et Gaston Cougny, Dictionnaire des parlementaires français, Edgar Bourloton, 1889-1891 [détail de l’édition]